# Eclissi solare del 4 novembre 2097
L'eclissi solare del 4 novembre 2097, di tipo anulare, è un evento astronomico che avrà luogo il suddetto giorno iniziando alle ore 1.07 UTC. L'evento attraverserà l'Australia e l'Antartide. Una peculiarità di questa eclissi consiste nel percorso dell'anularità, passante sopra il Polo Sud; l'eclissi avrà ampiezza massima di 540 km.

## Eclissi collegate

### Eclissi 2094- 2098
Questa eclissi è un membro di una serie semestrale. Un'eclissi in una serie semestrale di eclissi solari si ripete approssimativamente ogni 177 giorni e 4 ore (un semestre) a nodi alternati dell'orbita della Luna. 